# OSNAZ
OSNAZ (Russisch: ОСНАЗ, afkorting voor [войска] особого назначения; [vojska] osobogo naznatsjenia; "[Legerdetachementen] voor speciale doeleinden") waren en zijn speciale eenheden binnen de Tsjeka/OGPOe/NKVD/KGB/FSB en de MVD gericht op spionage van radiocommunicatie en elektronische verkenning.
OSNAZ werd tijdens de Tweede Wereldoorlog ook OMSBON (Otdelnaja Motostrelkovaja Brigada Osobogo Naznatsjenia; "Onafhankelijke Gemotoriseerde Brigade voor Speciale Doeleinden") genoemd.
De samenstelling en activiteiten van de OSNAZ waren altijd in mist gehuld en dit is tot op heden zo gebleven. Er is geen formeel OSNAZ-hoofdkwartier daar de verschillende eenheden altijd werden gevormd binnen de verschillende Directoraten wanneer ze nodig werden geacht.

## Geschiedenis

### TSJON
De OSNAZ had haar oorsprong in de TSJON, militaire eenheden van de bolsjewieken die in 1919 werden opgezet binnen allerlei sovjets om hulp te verlenen aan de sovjetdiensten in haar strijd tegen de fracties waartegen gevochten werd ('contrarevolutionairen') tijdens de Russische Burgeroorlog. Zij moesten belangrijke objecten beschermen en werden ook ingezet aan het front. Binnen de Tsjeka stonden ze bekend om hun grote wreedheid. In 1921 werden ze opgenomen in het Rode Leger en kregen aparte taken toegewezen. Ze waren zowel in de infanterie, cavalerie, artillerie en in de gepantserde eenheden actief. In december 1921 telde de TSJON ruim 320.000 van deze troepen en nog eens bijna 40.000 officieren. Toen de situatie zich enigszins had gestabiliseerd, werd de TSJON in 1924 en 1925 opgeheven.

### Jaren '20 tot jaren 40
In de plaats kwam in de jaren '20 binnen de OGPOe/NKVD een nieuwe eenheid voor radiocommunicatie genaamd ODON en in de jaren 30 een regiment voor speciale eenheden (Kalininregiment), een eenheid voor radiocommunicatie (ook om de eigen bevolking af te luisteren). In 1939 werd in het geheim een 500 man sterke OSNAZ-eenheid (met name jongeren die bekend waren met moorden) opgezet voor het 'schoonmaken' van de achterlinie van de Japanners tijdens de Slag bij Halhin Gol. Zjoekov was tevreden over hun 'werk' en in de loop van dat jaar werden veel meer OSNAZ-eenheden opgezet. Na het Molotov-Ribbentroppact, waarbij de Sovjet-Unie een groot deel van Oost-Europa kon bezetten, werden de OSNAZ-eenheden ingezet in Polen, Bessarabië, de Boekovina, Estland, Letland en Litouwen en in Finland met als taken; het elimineren van grensposten door verrassingsaanvallen en -wanneer onderdeel van de aanvallende troepen- bruggen te veroveren, communicatielijnen door te snijden, kleine vijandelijke eenheden uit te schakelen en de bevolking te terroriseren. Zij moesten ook nadat het Rode Leger een gebied had bezet, de 'onwenselijke elementen' uitschakelen. Wat er met deze gevangenen gebeurde is niet bekend, daar de informatie erover werd vernietigd. Een aantal van deze mensen werd niet overgedragen aan de Goelag en werd mogelijk in opdracht van Stalin gedood. Op 14 juni 1941, vlak voor Operatie Barbarossa begon (22 juni) en daarmee de Grote Vaderlandse Oorlog (oostfront) werden veel OSNAZ-eenheden naar de grens gestuurd om de inwoners te deporteren (iets wat de SS al twee week eerder aan hun zijde van de grens had gedaan). Daarna bleven veel eenheden er om onduidelijke redenen aanwezig. Nadat het Russische leger was overlopen door de Duitse eenheden in de grensgebieden werden nieuwe OSNAZ-eenheden opgezet. De naam OMSBON dateert uit die tijd. Aan het begin van de oorlog telde de OSNAZ 16 bataljons. In november 1942 nam de NKVD het bevel over deze eenheid over van het Rode Leger. Deze eenheid werd later hernoemd tot OSNAZ en vocht aan het front tegen nazi-Duitsland als onderdeel van de VDV. Hun eenheden waren belast met het afluisteren van de ether, het ontcijferen van radioboodschappen en het doorsturen van deze informatie naar hun meerderen. Verschillende leden van de OSNAZ kregen de status van "Gardesoldaat" aan het einde van de oorlog.

### Jaren '50
Na de oorlog werd hun aantal sterk gereduceerd, maar hun activiteiten werden juist uitgebreid. Ze werden nu ook ingezet bij de marine en de luchtmacht. Later kregen ze binnen de GROe ook de opdracht om atoomexplosies te onderzoeken onder leiding van A. Oestimenko. In 1954 werd bij de GROe een afdeling opgericht waar twee OSNAZ-divisies in werden ondergebracht, belast met radio-communicatie. Onder leiding van OSNAZ-chef S. Sjtemenko werd ook begonnen met het afluisteren van de VHF- en SHF-golven. In 1957 kwam een van deze divisies te vallen onder de MVD.

### GROe
Toen begin jaren 60 werd begonnen met een veel uitgebreider programma voor het afluisteren van radiocommunicatie onder leiding van GROe-hoofd P. Ivasjoetin, die afluistering uitbreidde met activiteiten ter land, ter zee, in de lucht en in de ruimte. Opnieuw werd niet alleen de communicatie van de NAVO (inclusief communicatie van het hoofdkwartier in Brussel) en andere westerse veiligheidsdiensten afgeluisterd, maar ook de communicatie binnen de legereenheden van de Sovjet-Unie. Het luisteren naar geheime radiostations binnen de Sovjet-Unie en westerse radiostations als Radio Free Europe was verboden en soldaten die er toch naar luisterden kregen te maken met de OSNAZ. Hiervoor werd onder andere een groot antenneveld opgezet. Het was echter onmogelijk om alle communicatie af te luisteren en soldaten konden al tien keer van frequentie wisselen voordat hun officieren waren ingelicht om een kijkje te nemen. Voor het werk van de OSNAZ werden vaak zonen van partijleiders en ministers aangesteld omdat men dacht dat die minder vatbaar zouden zijn voor de westerse propaganda. Het grootste privilege binnen de OSNAZ was de functie van 'microfonist' (mikrofony), mensen die de radiocommunicatie tussen NAVO-piloten afluisterden. Onder Gorbatsjov werd hun eenheid in 1988 op stand-by alert geplaatst doordat steeds meer NAVO-vliegtuigen het luchtruim van de Sovjet-Unie schonden en dus meer belangstelling leken te hebben voor militaire installaties binnen de Sovjet-Unie. Dat jaar wist een OSNAZ-eenheid zelfs een gesprek op te vangen waarin door een NAVO-piloot toestemming werd gevraagd om het sovjetluchtruim binnen te dringen. De (af)luisteraars (sloechatsji) stonden wat lager in rang en bestonden uit OSNAZ-leden die de morsecode niet machtig waren.

### KGB/FSB
Binnen de KGB werden (in ieder geval) twee OSNAZ-eenheden opgezet:
- Alfa (Spetsgroeppa A) - geformeerd in 1974 binnen het Zevende Hoofddirectoraat (antiterrorisme)
- Vympel ("wimpel") - geformeerd in augustus 1981 binnen het Eerste Hoofddirectoraat (sabotage en geheime missies achter de frontlijnen van de vijand)

Deze eenheden bleven ook bestaan onder de FSB. In de jaren 90 werd Vympel hernoemd tot Vega en kwam onder de militsia (politie) te vallen, een vernedering waar veel leden niet mee konden leven en zij namen dan ook massaal ontslag. In 1995 nam de FSB het bevel weer over, waarbij Vympel haar oude naam herkreeg. Sindsdien houdt deze eenheid zich bezig met terrorismebestrijding en de zorg voor veiligheid bij atoomenergie, met name in gesloten steden.

## MVD-OSNAZ
Het Ministerie van Binnenlandse Zaken (MVD) heeft momenteel verschillende (niet geheime) OSNAZ-eenheden, zoals de OMSN (tot 2002 SOBR). Andere MVD-eenheden zoals Vitjaz en "Rus" worden geclassificeerd als Spetsnaz-eenheden. Zij staan onder leiding van de MVD-GUVD (Hoofddirectoraat van Binnenlandse Zaken binnen de MVD) waaronder ze zijn ingedeeld.
De OMON is geen OSNAZ-eenheid. Binnen de militsia (politie) zijn ook een aantal speciale OMSN-eenheden ingedeeld. MVD-OSNAZ-eenheden en reguliere MVD-troepen (zoals ODON-agenten) dragen meestal groene of olijfkleurige baretten. De meest getrainde eenheden mogen een paarse baret ('krapovy beret) dragen als ze door een harde wedstrijd zijn gekomen die elk jaar wordt gehouden. De laatste OSNAZ-leden worden om hun baret meestal krapoviki genoemd.

## Russische Marine
Binnen de Russische Marine wordt de naam OSNAZ gebruikt voor verschillende speciale eenheden, die bestaan uit brigades van 1.000 man sterk. Elk van de vier vloten heeft er een. Elke brigade bestaat uit verschillende kleinere bataljons. De naam van een van deze eenheden is Delfin ("dolfijn").